# Almacén Great Atlantic and Pacific Tea Company
El Almacén Great Atlantic and Pacific Tea Company (en inglés, Great Atlantic and Pacific Tea Company Warehouse) es un antiguo edificio comercial histórico en 150 Bay Street en Jersey City, condado de Hudson, Nueva Jersey (Estados Unidos). Fue construido como almacén para The Great Atlantic & Pacific Tea Company (A&P) en 1900 y es el principal remanente sobreviviente de un complejo de cinco edificios de la primera cadena de supermercados importante del país. Fue designado Monumento Histórico Nacional en 1978 y ahora alberga una combinación de residencias e instalaciones de almacenamiento.

## Descripción e historia
El antiguo almacén de A&P está ubicado justo al noreste del centro de Jersey City, en el lado oeste de la calle Prevost entre las calles 1st y Bay. Tiene nueve pisos de altura, construido en acero y hormigón armado, con algunas secciones de paredes hechas de ladrillo rojo. Tiene una huella de 67,1 x 54,9 m, y tenía más de 33 445 m² de espacio interior. Arquitectónicamente, sus fachadas están divididas en secciones rectangulares por pilares verticales y bandas horizontales de hormigón, y la mayoría de las secciones albergan varias ventanas de guillotina y algunos ladrillos. Las tres fachadas que dan a la calle están coronadas por cornisas voladizas. Esos tres lados también tenían originalmente estacionamientos para camiones a nivel del suelo que se extendían a lo largo de la mayor parte de sus longitudes, y el lado este también presentaba un apartadero de ferrocarril.
El edificio fue construido por Turner Construction Company en 1900 para A&P, que tuvo su inicio en la ciudad de Nueva York c. 1859 como importador. Abrió una tienda de comestibles en Manhattan en 1864 y se expandió rápidamente, con 67 tiendas que se extienden hacia el oeste hasta Saint Paul, y más de 15 000 en 1930. El complejo de Jersey City incluía cinco edificios dedicados a la fabricación y distribución de los productos y el inventario de la empresa. Fue vendido por la empresa en 1929. El edificio ahora alberga una combinación de unidades residenciales de alquiler y una instalación de almacenamiento.